# Iago (film)
Iago – włoska komedia romantyczna w reżyserii Volfanga De Biasi z głównymi rolami Nicolasa Vaporidisa (tytułowy Iago) i Giuli Steigerwalt (Emilia). Autorami scenariusza byli Volfango De Biasi, Felice Di Basilio i Tiziana Martini, oryginalną muzykę skomponował Michele Braga.
Film opowiada o miłości i zemście w życiu weneckiego studenta architektury Iago.
Producentką była wpływowa córka Silvio Berlusconiego, Marina Berlusconi.